# 伊薩山 (阿爾及利亞)
32°52′23″N 0°29′10″E / 32.87306°N 0.48611°E
伊薩山（阿拉伯语：‎），是阿爾及利亞的山峰，位於該國西北部納馬省，屬於撒哈拉阿特拉斯山脈中古蘇爾山脈的一部分，該山峰海拔高度2,236米。